# Хачиян, Меликсет Завенович
Меликсет Завенович Хачиян (род. 6 июля 1970, Баку) — американский шахматист, гроссмейстер (2006).
В составе сборной Армении бронзовый призёр командного чемпионата мира 1997 года. В составе второй сборной Армении участник 32-й Олимпиады (1996) в Ереване.
Участник ряда чемпионатов США.

## Изменения рейтинга
| Графики недоступны из-за технических проблем. См. информацию на Фабрикаторе и на mediawiki.org. |